# Бычок-цуцик
Бычок-цуцик, или мраморный тупоносый бычок (лат. Proterorhinus marmoratus) — вид рыб семейства бычковых (Gobiidae).
В течение определённого периода этот вид рыбы отмечался как единственный представитель рода Proterorhinus. Но был пересмотрен как несколько криптичных видов на основании молекулярного анализа. Сейчас P. marmoratus отмечается только для морских и солоноватых вод черноморского бассейна. Все случаи регистрации P. marmoratus в пресных водах на самом деле относят к пресноводному виду Proterorhinus semilunaris.
Тело и голова сжаты с боков, чешуя довольно большая, циклоидная. Ширина головы значительно меньше её высоты. Темя, затылок, верхний край жаберных крышек, основания грудных плавников, брюхо и задняя часть горла покрыты циклоидной чешуёй. Цвет тела бурый или желтовато-серый с 4—5 тёмными полосами на спине, переходящие ниже середины тела в пятна. Плавники обычно полосатые. Длина до 12 см. От близкого к нему пресноводного вида Proterorhinus semilunaris, отличается длиной головы, которая составляет 24—29 % от стандартной длины. 
Вид широко распространён в опреснённых частях Чёрного и Азовского морей, у берегов Болгарии, Грузии, Румынии и Украины.